# Listni rakovičar
Listni rakovičar (znanstveno ime Diaea dorsata) je relativno majhna palearktična vrsta pajkov rakovičarjev.

## Opis
Samice so nekoliko večje od samcev in v dolžino dosežejo do 6 mm, samci pa običajno le do 4 mm. Glavoprsje in noge samice so travnato zelene barve, zadek pa je temno rjav in ima vzorec svetlejših lis in črt. Vzdolž vsake strani zadka ima samica belkasto progo. Samec ima rjavkasto glavoprsje, noge pa so zelenkasto rjave z rjavimi lisami. Podobno kot cvetni pajek, lahko tudi listni rakovičar prilagaja barvo svojega telesa okolici, podobno kot ostali rakovičasti pajki na plen čaka v zasedi. Plan ujame z bliskovitim skokom. 
Najraje ima gozdne robove, kjer se skriva na listih dreves ali grmov. Mladi pajki prezimijo pod skorjo odmrlih dreves in se kot popolnooma odrasli pajki pojavijo na prostem v mesecu maju.